# Вадень
Вадень (укр. Вадень) — озеро (старица), расположенное на территории Новгород-Северского района (Черниговская область). Площадь — 0,126 км². Тип общей минерализации — пресное. Происхождение — речное (пойменное). Группа гидрологического режима — сточное.
Является частью гидрологического памятника природы общегосударственного значения Озеро Вадень, созданного 20 августа 1996 года с общей площадью 20 га.

## География
Длина — 1,8 км, 2 км. Ширина средняя — 0,07 км, наибольшая — 0,13 км, 0,7 км. Глубина наибольшая — 6 м. Озеро используется для рыболовства. Озеро образовалось вследствие русловых процессов (изменения меандрированного русла) реки Десна. Озеро (западный край полукруга) сообщается протокой (длиной 250 м) с рекой Десна.
Расположено на правом берегу Десны, юго-восточнее села Кудлаевка. Озерная котловина удлинённой С-образной (подковообразной) формы, края которой направлены к Десне. Берега немного возвышенные, с луговой растительностью. 
Водоём у берегов зарастает прибрежной растительностью (тростник обыкновенный, манник большой, аир обыкновенный), а водное зеркало — водной (рдест блестящий, кувшинка снежно-белая, чилим, плаун широколиственный).
Питание: грунтовое, дождевое, путём водообмена с Десной. Зимой замерзает. Прозрачность воды — 0,65—1,25 м. Дно устлано преимущественно песчано-илистыми донными отложениями.

## Природа
Водятся карась, плотва, окунь и прочие. Прибрежная зона служит местом гнездования камышовки, малой крачки, славки.